# ラワール
ラワールは、バリ島の伝統料理の一つ。野菜、豚耳、皮を細かく刻んで豚の挽き肉とココナッツフレークと一緒に各種の香辛料で和えた物。
香辛料は石臼ですりつぶした後に油で炒める。豚の生血を加える場合もある。豚の生血を加えた物はラワールメラ（lawar merah）といい、豚の生血なしのものはラワールプティ（lawar putih）という。ラワールはご飯のおかずとして食べる。バリ島の各地にあるワルンという庶民的な食堂でも食べられる。
豚肉を使ったラワールはラワールバビ（lawar babi）、鶏肉を使ったラワールはラワールアヤム、あひる肉を使ったラワールはラワールクウィル（lawar kuwir）という。肉の代わりに茹でたジャックフルーツを使ったラワールはラワールナンカ（lawar nangka）という。サンドマメ、パラミツフルーツ、とキャッサバの葉などと一緒に調理する。
ラワールはバリの冠婚葬祭の主体料理でもある。祭用のラワールは男性が担当、女性の役割は野菜と香辛料の準備。